# دورن‌اشتتن
شهر دورن‌اشتتن در ایالت بادن-وورتمبرگ در کشور آلمان واقع شده است.